# Cunaxa hermanni
Cunaxa hermanni är en spindeldjursart som beskrevs av Den Heyer 1979. Cunaxa hermanni ingår i släktet Cunaxa och familjen Cunaxidae. Inga underarter finns listade i Catalogue of Life.